# Zisterzienserinnenabtei Bussières

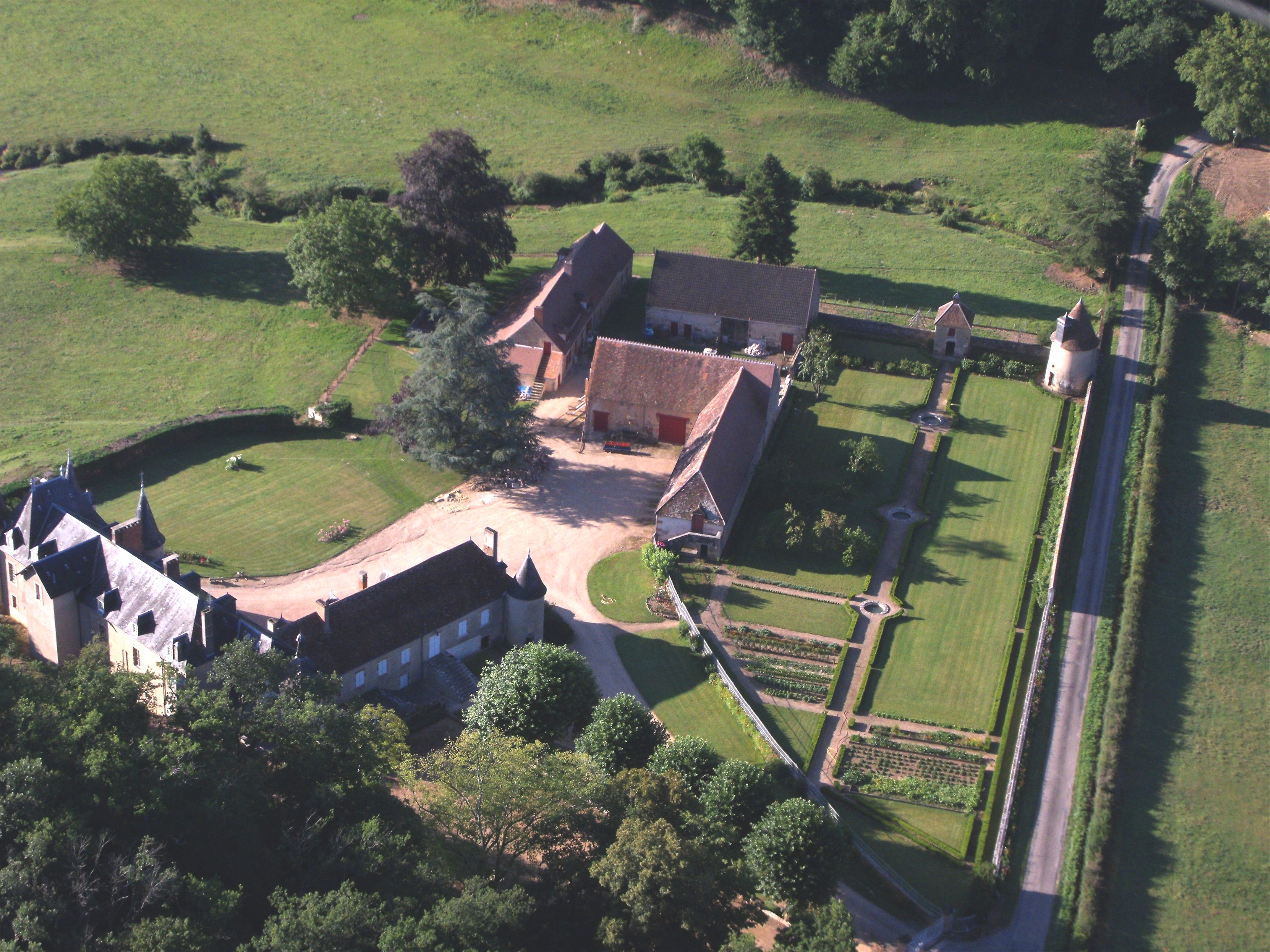
Zisterzienserinnenabtei Bussières

Die Zisterzienserinnenabtei Bussières war ab 1160 ein französisches Kloster der Zisterzienserinnen, zuerst in Saint-Désiré im Département Allier und ab 1625 in Bourges im Département Cher.

## Geschichte
Die Zisterzienserinnenabtei L’Éclache übernahm 1189 die Aufsicht über das 1160 von Agnès Guiburge von Bourbon-L'Archambaut (1125–1172) und ihrem Gemahl Ebles (auch: Ebe oder Ebbe) IV. von Charenton (1115–1161) südöstlich Culan im Tal der Queugne gestiftete Nonnenkloster Bussières (lateinisch: Buxeriensis „im Buchsbaumwald“, siehe französisch: buis = Buchsbaum, buisson = Busch). Zur Abgrenzung vom Zisterzienserkloster La Bussière wurde auch der Name Bussières-les-Nonains (oder: Bussières-les-Nonnains „Nonnen-Bussières“) verwandt. Historisch bekannt ist der Streit zwischen dem Kloster L’Éclache und dem Kloster Noirlac über die Aufsichtsrechte. Aus Sicherheitsgründen wechselte der Konvent 1625 in die Stadt Bourges. Dort erinnert die Schule Turly-la-Bussière (place Montesquieu, vor 1990 „La Bussière“) an das Kloster, doch fehlen Informationen zu seiner Auflösung (vermutlich durch die Französische Revolution). Am mittelalterlichen Ort stehen heute private Gebäude.